# راندیتا
راندیتا (سوئدی: Samnordisk runtextdatabas) پایگاه داده‌ای از کتیبه‌های رونی از عصر وایکینگ‌ها و دوره قرون وسطی در اسکاندیناوی است. در دهه ۱۹۷۰ توسط گروهی از محققان که هدفشان جمع‌آوری و مستندسازی تمام کتیبه‌های رونیک شناخته شده از این دوره بود، آغاز شد. این پروژه از آن زمان به بعد رشد کرده و شامل بیش از ۲۵۰۰۰ کتیبه از مناطق مختلف از جمله سوئد، دانمارک، نروژ، ایسلند و جزایر فارو شده‌است.
پروژه راندیتا اطلاعات زیادی در مورد این کتیبه‌ها از جمله مکان، قدمت، محتوا و زمینه آنها ارائه می‌دهد. پایگاه داده به صورت آنلاین در دسترس است و به‌طور منظم با کشف یا تجزیه و تحلیل کتیبه‌های جدید به روز می‌شود. این پروژه در پیشبرد درک ما از عصر وایکینگ‌ها و نقشی که رونزها در جامعه اسکاندیناوی ایفا کردند، بسیار مفید بوده‌است.